# 園田哲也
園田 哲也（そのだ てつや、1963年8月17日 - ）はKBCメディア代表取締役社長。九州朝日放送（KBC）元アナウンサー。

## 来歴・人物
神奈川県横浜市出身。慶應義塾大学文学部人間関係学科卒業。
1986年、九州朝日放送（KBC）に入社し、11年間アナウンサーを務めた後、ラジオ制作部ディレクター、2004年4月に東京支社ラジオ部長、2006年6月にテレビ営業部長、2010年6月に事業局コンテンツ事業部長、2013年4月にラジオ局ラジオ営業部長、2014年4月にラジオ局次長・ラジオ営業部長を経て、2017年4月にラジオ局長を経て、2018年4月より現職。
アナウンサーになった理由として、幼少時から目立ちたがり屋で、テレビやラジオに出演したいという気持ちが高じたことと、中学生時代よく聴いていたラジオドラマに影響されたことを挙げていた。
学生時代に通っていたアナウンスアカデミーの同期に岡崎潤司（TBSテレビ編成局アナウンス部デスク）、松井康真（テレビ朝日報道局、元アナウンサー）などがいる。

## アナウンサー時代の担当番組

### テレビ
- ドォーモ(第1期リポーター)
- モーニングモーニング（キャスター 1993.4～1997.3）
- 水と緑の物語（番組揃い踏みネイチャリングアンコール 1997年(第1回)）

### ラジオ
- PAO～N ぼくらラジオ異星人[1]
- 歌のスナック天神北通り[1]
- 雲海ほろ酔いスタジオ
- ライブインハカタ 歌え!若者PARTⅡ